# D-2 (video)
D-2 es un formato de videocassette digital profesional creado por Ampex e introducido en la NAB (Asociación Nacional de Radioemisors) de 1988 como alternativa de vídeo compuesto al formato vídeo de componente D-1. Gracias a ello, Ampex recibió un premio Emmy de técnica en 1989. Como el D-1, D-2 acumula vídeo digital sin comprimir en un casete de cinta; mas almacena una señal de vídeo compuesto, en vez de vídeo componente como el D-1. Aunque el vídeo de componente es superior para edición avanzada, especialmente al usar efectos chroma-key, el vídeo compuesto es más compatible con la mayoría de las instalaciones analógicas existentes.

## Historia
Ampex Creó la primera máquina de vídeo D-2, el reproductor de spots comerciales ACR-225 sitio que trabajaba con Sony, que había desarrollado una investigación previasobre el video compuesto digital, como una solución de coste efectivo para los retransmisores con grandes inversiones en infraestructuras analógicas compuestas como vídeo routers y switchers, ya que podía ser insertado en instalaciones de retransmisión analógicas ya existentes sin necesidad de rediseño o modificaciones extensivas. Esto ocurría porque las máquinas D-2 aceptaban vídeo analógico estándar y entradas y salidas de audio. Las máquinas D-2 son capaces de interconectarse a través de vídeo digital de série o conexiones de vídeo analógicas. Cuatro canales de audio PCM están disponibles para la edición (lo que supone una mejora sobre las entonces populares máquinas analógicas Tipo C, con solo dos canales de audio), así como un canal analógico y código de tiempo, también con conexiones digitales o analógicas.

## Características
Como el D-1, D-2 usa cinta de 19 mm (¾ pulgada) cargada en tres videocassetes de tamaños diferentes para dar soporte tanto a espots comerciales como a programación más larga, como las películas. A pesar de que las carcasas del videocasette D-2 son casi idénticas a su homólogo D-1, no son intercambiables a causa de la fórmula de cinta de partículas metálicas del D-2, necesaria por su mayor densidad de grabación.
Los transportes de cinta Ampex D-2 son extremadamente rápidos. Una búsqueda de velocidad alta a velocidad 60 veces playback la velocidad con un cuadro de color reconocible permitía tres horas de videograbación para ser buscados a en aproximadamente tres minutos.
El D-2 ofrecía funcionalidad leer antes que escribir o preread, lo cual permitía playback simultáneo a la grabación en el mismo transporte. Por ejemplo, un título podría ser superpuesto encima de un vídeo ya existente en la misma cinta de vídeo reproduciendo la cinta a través de una mesa de mezclas de vídeo, añadiendo el título, y grabando la nueva imagen compuesta en la misma localización de la cinta. Esto eliminó la necesidad de una grabación adicional, y ahorraba tiempo considerable en edición de vídeo. Steven Fuiten fue el primer Editor PreRead a componer vídeo usando un sistema digital D-2 completo.[cita requerida]

## Aceptación
Durante sus etapas tempranas, episodios acabados de South Park fueron precipitadamente grabados a D-2 para ser enviados a Comedy Central para ser emitidos en tan solo unos días.
D-2 tuvo un relativamente breve apogeo, ya que el vídeoservidor informático (con muchas menos partes móviles y, a consecuencia, más fiabilidad) estuvo disponible poco después de su lanzamiento. En 2003, sólo una minoría de radioemisores continuaban utilizando el formato D-2, e incluso entonces sólo para acceder los materiales grabados cuándo el formato había sido más popular.[cita requerida]
El formato digital competidor de Panasonic se conoce como D-3. 

## Descripción del formato
- General:
  - Nombre de formato: D2 digital
  - Tipo de SMPTE:   D2
  - Tipo de formato: digital composite
  - Sistema de escaneo: multi cabeza segmented helical
  - Año de lanzamiento: 1989
  - Desarrollador: Ampex/Sony
- Datos físicos:[6]
  - Ancho de cinta: 19 mm
  - Velocidad de cinta (s):  5.19 ips
  - Grosor de cinta:  .55 mils
  - Tiempo de grabación (s):  32, 94, 208 minutos (Medidas de casete Pequeño, Mediano y Grande)
  - Diámetro de la rueda: 2.95"
  - Velocidad: 5400 rpm
  - Cabeza-a-velocidad de escritura de la cinta:  1078 en/sec.
  - Índice de muestreo: 4fsc (14.31818 MHz para NTSC)
  - Núm. de bits 8
  - Índice de dato: 60.1 MB/sec
- Audio: 
  - Núm. de canales digitales:  4
  - Índice de muestreo: 48 kHz
  - Núm. de bits: 20

## Modelos
- Ampex
  - VPR-200, VPR-250, VPR-300
  - ACR-225 Sitio Comercial Jugador (sistema de cinta robótica)
- Sony
  - DVR-10, DVR-18, DVR-20, DVR-28
  - DCR-10, DCR-18, DCR-20, DCR-28 (vendido por BTS)
  - DVC 80, DVC @1000s LMS (Sistema de Administración de la Biblioteca)